# Gödəkli
Gödəkli è un comune dell'Azerbaigian situato nel distretto di Xaçmaz. Conta una popolazione di 1.053 abitanti.